# 吉倉汪聖
吉倉 汪聖（よしくら おうせい、1868年（明治元年）11月 - 1930年（昭和5年）12月30日）は、日本のジャーナリスト、アジア主義者、大陸浪人。

## 経歴
1868年（明治元年）、金沢藩士の子として生まれる。東京法学校（現・法政大学）を卒業し、民権運動に参加した後、朝鮮に渡る。釜山貿易新聞を経て、元山時事、遼東新報を創刊し、ジャーナリストとして活躍する。1895年（明治27年）に天佑侠団に加わり、1901年（明治33年）に内田良平らとともに黒龍会を創設する。内田の『露西亜論』は吉倉の執筆によるものといわれている。

## 人物
詩人・評論家の北村透谷と交友があった。

## 参考
- 20世紀日本人名事典「吉倉汪聖」
- デジタル版 日本人名大辞典+Plus「吉倉汪聖」
- 『第二の維新』松本健一 国文社、1979